# J. Lo
J. Lo je druhé album americké zpěvačky Jennifer López, které vyšlo 23. ledna 2001. Ihned se dostalo na první místo v prodejnosti desek v USA a pilotní singl s názvem „Love Don't Cost a Thing“ se dostal až na třetí místo v singlové hitparádě a v první dvacítce byl šest týdnů.

## Seznam písní
1. "Love Don't Cost a Thing" – 3:42 Videoklip
2. "I'm Real" – 4:57 Videoklip
3. "Play"– 3:32 Videoklip
4. "Walking on Sunshine" – 3:46
5. "Ain't It Funny" – 4:06
6. "Cariño" – 4:15
7. "Come Over" – 4:53
8. "We Gotta Talk" – 4:07
9. "That's Not Me" – 4:33
10. "Dance with Me" – 4:33
11. "Secretly" – 4:25
12. "I'm Gonna Be Alright" – 3:44 Videoklip
13. "That's the Way" – 3:53
14. "Dame" (feat. Chayanne) – 4:25
15. "Si Ya Se Acabó" – 3:37

## Umístění ve světě
| Hitparáda      | Umístění |
| -------------- | -------- |
| USA            | 1        |
| Austrálie      | 2        |
| Rakousko       | 3        |
| Belgie         | 26       |
| Kanada         | 1        |
| Dánsko         | 15       |
| Francie        | 6        |
| Finsko         | 6        |
| Německo        | 1        |
| Maďarsko       | 15       |
| Izrael         | 1        |
| Itálie         | 5        |
| Mexiko         | 1        |
| Nový Zéland    | 3        |
| Norsko         | 15       |
| Polsko         | 1        |
| Švédsko        | 7        |
| Švýcarsko      | 1        |
| Velká Británie | 2        |

| Prodejnost | Počet      |
| ---------- | ---------- |
| Celkem     | 12,000,000 |